# カラーリット
カラーリット（Kalaallit）は、エスキモー系の先住民族である広義のイヌイットのうち、カナダに住む狭義のイヌイットと区別して、グリーンランドに住む人々を呼ぶ名称。イヌイットと同一民族であり、生活様式も変わらない。

## 概要
10世紀以降、北欧からヴァイキングが入植を試みるが、人口に変動はさほど見られなかった。16世紀までに北欧人種は、その気候ゆえの生活様式の違いで絶滅したが、カラーリットは少数ながら生き抜いた。また、ヴァイキングを構成するノルマン人との混血もある程度見られる。これは、中世グリーンランド近辺まで航行した、アイスランド人などが伝えている。
18世紀初頭、デンマークから再征服とキリスト教化を受ける。以降、グリーンランドはデンマークの実効植民地となった。実質的には厳しい気候と資源不足のために産業の自立が不可能であったためデンマークの支援に頼らざるを得ない状況でもあった。グリーンランドの人口構成にさほど変化は見られず、21世紀現在、グリーンランドの人口は、5万人強を数えるが、カラーリットの人口は8割から9割とその比率は高い。カラーリットの祖先は、13世紀にチューレ文化を築いたものと考えられている。
以前のカラーリットは政治的勢力を持たなかったが、グリーンランドが自治権を得て以降、支持政党を持つようになったり、地名をイヌイット語で表すようになったり等、自立の道を歩んでいる。